# گربه جفروی
گربه جفروی (نام علمی: Leopardus geoffroyi) نام یک گونه از سرده پلنگچه‌ها است.